# Chory Bachus
Chory Bachus (wł. Bacchino malato) – wczesny obraz Caravaggia, powstały pomiędzy 1593–1594, znajdujący się w Galerii Borghese w Rzymie.
Caravaggio namalował obraz kilka miesięcy po przyjeździe do Rzymu, w którym zatrudnił się u Giuseppego Cesariego, malarza papieża Klemensa VIII. Caravaggio malował wówczas przede wszystkim kwiaty i owoce. Poza Chorym Bachusem powstały również obrazy Chłopiec obierający owoc oraz Chłopiec z koszem owoców. Obraz Chory Bachus jest autoportretem, który malarz wykonał podczas swojej choroby.